# Diocesi di Hradec Králové

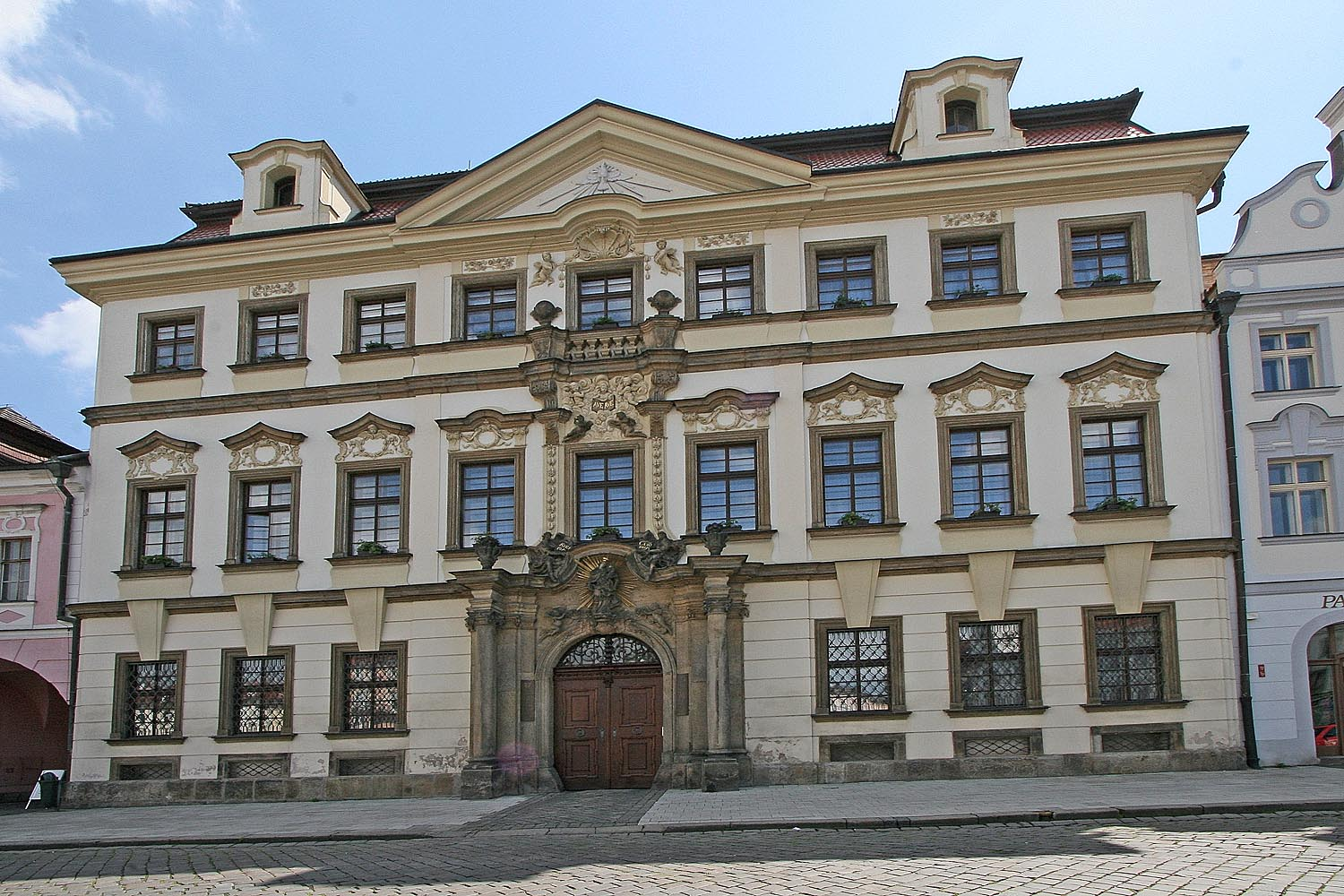
Il palazzo episcopale di Hradec Králové.

La diocesi di Hradec Králové (in latino Dioecesis Reginae Gradecensis) è una sede della Chiesa cattolica nella Repubblica Ceca suffraganea dell'arcidiocesi di Praga. Nel 2021 contava 454.340 battezzati su 1.284.290 abitanti. È retta dal vescovo Jan Vokál.

## Territorio
La diocesi comprende la regione della Boemia orientale, che dopo la riforma amministrativa del 1992 corrisponde alle regioni di Hradec Králové e di Pardubice, cui vanno aggiunti i distretti di Havlíčkův Brod e di Semily.
Sede vescovile è la città di Hradec Králové, dove si trova la cattedrale dello Spirito Santo.
Il territorio si estende su 11.650 km² ed è suddiviso in 14 vicariati e 265 parrocchie.

## Storia
Nell'ambito della riorganizzazione ecclesiastica della Boemia dopo la guerra dei trent'anni l'imperatore Ferdinando III decise di restaurare la diocesi di Litomyšl, scomparsa durante le guerre hussite, ma con sede a Hradec Králové, chiamata in tedesco Königgrätz. Grazie alla mediazione del cardinale arcivescovo di Praga Ernst von Harrach, l'imperatore ottenne dalla contessa Anna Eusebia von Harrach la cessione dei possedimenti di Chrast e Auretitz come fondo per la costituzione della mensa episcopale della diocesi e lui stesso aggiunse altri 30.000 fiorini. Con la bolla Super universas del 10 novembre 1664, papa Alessandro VII eresse la nuova diocesi staccando dall'arcidiocesi di Praga l'arcidiaconato di Hradec Králové.
Come cattedrale della nuova diocesi fu scelta la chiesa gotica dello Spirito Santo, eretta nel XIV secolo, e primo vescovo fu nominato Matthäus Ferdinand Sobek, benedettino dell'abbazia di San Nicola di Praga.
Nel 1784, durante l'episcopato di Johann Leopold von Hay, la diocesi ingrandì il proprio territorio con i distretti di Bidschow, Chrudim e Čáslav, già appartenuti all'arcidiocesi di Praga.
All'inizio dell'Ottocento, la diocesi contava quasi un milione di fedeli, oltre 300 parrocchie, 12 monasteri o conventi, di cui uno solo femminile. Alla fine del secolo, la popolazione cattolica della diocesi raggiungeva il milione e mezzo di fedeli e il numero delle parrocchie era salito a oltre 460, con quasi 1100 preti, tra secolari e regolari. Il 20% delle parrocchie erano di lingua tedesca, ma pochi erano i preti e i seminaristi tedeschi. Nel 1909 il numero dei monasteri o conventi aveva oltrepassato le 70 residenze, moltissime delle quali ospitavano comunità religiose femminili.
Alla fine della seconda guerra mondiale la popolazione tedesca della diocesi, stimata in oltre 250.000 persone, fu espulsa dalla Boemia.
Durante il regime comunista, dopo la morte del vescovo Mořic Pícha nel 1956, non fu concesso il nulla-osta governativo per la nomina di un nuovo vescovo, che sarà nominato solo nel 1989, dopo trentatré anni di sede vacante. Durante questo periodo fu nominato amministratore apostolico Karel Otčenášek, vescovo titolare di Chersoneso di Creta, il quale tuttavia fu arrestato dalla polizia e condannato alla prigione.
Il 31 maggio 1993 sono stati rivisti i confini della diocesi di Hradec Králové con le diocesi vicine: Hradec Králové ha perso 32 parrocchie, di cui 23 cedute all'arcidiocesi di Praga e 9 alla diocesi di České Budějovice, acquisendo 2 sole parrocchie dall'arcidiocesi di Praga.

## Cronotassi dei vescovi
Si omettono i periodi di sede vacante non superiori ai 2 anni o non storicamente accertati.
- Matthäus Ferdinand Sobek von Bilenberg, O.S.B. † (10 novembre 1664 - 9 marzo 1669 nominato arcivescovo di Praga)
  - Sede vacante (1669-1673)
- Johann Friedrich von Waldstein † (27 novembre 1673 - 2 dicembre 1675 nominato arcivescovo di Praga)[3]
- Johann Franz Christoph von Talmberg † (19 ottobre 1676 - 3 aprile 1698 deceduto)
- Bohumír Kapoun ze Svojkova † (18 maggio 1699 - 18 novembre 1701 deceduto)
- Tobias Johannes Becker † (3 aprile 1702 - 11 settembre 1710 deceduto)
- Jan Adam Vratislav z Mitrovic † (11 maggio 1711 - 24 settembre 1721 nominato vescovo di Litoměřice)
- Václav František Karel z Košína † (1º dicembre 1721 - 26 o 27 marzo 1731 deceduto)
- Moritz Adolf Karl von Sachsen-Zeitz (Saský) † (3 marzo 1732 - 1º ottobre 1733 nominato vescovo di Litoměřice)
- Jan Josef Vratislav z Mitrovic  † (18 dicembre 1733 - 11 settembre 1753 deceduto)
- Antonín Petr Příchovský z Příchovic † (14 gennaio 1754 - 26 ottobre 1763 succeduto arcivescovo di Praga)
- Hermann Hannibal von Blümegen † (9 aprile 1764 - 17 ottobre 1774 deceduto)
- Johann Andreas Kaiser † (17 luglio 1775 - 5 maggio 1776 deceduto)
- Joseph Adam Arco † (15 luglio 1776 - 14 marzo 1780 dimesso[4])
- Johann Leopold von Hay † (11 dicembre 1780 - 1º giugno 1794 deceduto)
- Maria-Thaddeus von Trauttmansdorf Wiensberg † (1º giugno 1795 - 15 marzo 1815 nominato arcivescovo di Olomouc)
- Alois Jozef Krakovský z Kolovrat † (15 marzo 1815 - 28 febbraio 1831 nominato arcivescovo di Praga)
- Karel Boromejský Hanl z Kirchtreu † (24 febbraio 1832 - 7 ottobre 1874 deceduto)
- Josef Jan Hais † (5 luglio 1875 - 27 ottobre 1892 deceduto)
- Eduard Jan Brynyck † (19 gennaio 1893 - 20 novembre 1902 deceduto)
- Josef Doubrava † (22 giugno 1903 - 22 febbraio 1921 deceduto)
- Karel Boromejský Kašpar † (13 giugno 1921 - 22 ottobre 1931 nominato arcivescovo di Praga)
- Mořic Pícha † (22 ottobre 1931 - 12 novembre 1956 deceduto)
  - Sede vacante (1956-1989)[5]
- Karel Otčenášek † (21 dicembre 1989 - 6 giugno 1998 ritirato)
- Dominik Duka, O.P. (6 giugno 1998 - 13 febbraio 2010 nominato arcivescovo di Praga)
- Jan Vokál, dal 3 marzo 2011

## Statistiche
La diocesi nel 2021 su una popolazione di 1.284.290 persone contava 454.340 battezzati, corrispondenti al 35,4% del totale.
| anno | popolazione | popolazione | popolazione | presbiteri | presbiteri | presbiteri | presbiteri                | diaconi | religiosi | religiosi | parrocchie |
| anno | battezzati  | totale      | %           | numero     | secolari   | regolari   | battezzati per presbitero | diaconi | uomini    | donne     | parrocchie |
| ---- | ----------- | ----------- | ----------- | ---------- | ---------- | ---------- | ------------------------- | ------- | --------- | --------- | ---------- |
| 1949 | 913.606     | 1.294.702   | 70,6        | 662        | 612        | 50         | 1.380                     |         | 66        | 729       | 477        |
| 1970 | 827.230     | 1.336.650   | 61,9        | 376        | 325        | 51         | 2.200                     |         | 51        | 955       | 477        |
| 1980 | 805.000     | 1.344.000   | 59,9        | 292        | 253        | 39         | 2.756                     |         | 39        | 629       | 476        |
| 1990 | 825.000     | 1.376.000   | 60,0        | 244        | 195        | 49         | 3.381                     |         | 49        |           | 477        |
| 1999 | 470.000     | 1.220.000   | 38,5        | 202        | 163        | 39         | 2.326                     | 16      | 47        | 343       | 447        |
| 2000 | 470.000     | 1.220.000   | 38,5        | 203        | 156        | 47         | 2.315                     | 17      | 67        | 330       | 447        |
| 2001 | 470.000     | 1.220.000   | 38,5        | 211        | 161        | 50         | 2.227                     | 17      | 64        | 320       | 447        |
| 2002 | 470.000     | 1.220.000   | 38,5        | 209        | 158        | 51         | 2.248                     | 19      | 63        | 322       | 447        |
| 2003 | 470.000     | 1.220.000   | 38,5        | 231        | 182        | 49         | 2.034                     | 16      | 57        | 296       | 447        |
| 2004 | 450.000     | 1.260.000   | 35,7        | 210        | 163        | 47         | 2.142                     | 18      | 55        | 286       | 447        |
| 2006 | 450.000     | 1.260.000   | 35,7        | 213        | 164        | 49         | 2.112                     | 26      | 63        | 259       | 444        |
| 2013 | 453.300     | 1.269.000   | 35,7        | 211        | 160        | 51         | 2.148                     | 26      | 61        | 167       | 265        |
| 2016 | 454.200     | 1.272.000   | 35,7        | 202        | 161        | 41         | 2.248                     | 36      | 47        | 129       | 264        |
| 2019 | 450.800     | 1.274.200   | 35,4        | 205        | 170        | 35         | 2.199                     | 32      | 43        | 114       | 265        |
| 2021 | 454.340     | 1.284.290   | 35,4        | 203        | 171        | 32         | 2.238                     | 31      | 41        | 108       | 265        |